# This Damned Band
This Damned Band — ограниченная серия комиксов, состоящая из 6 выпусков, которую в 2015—2016 годах издавала компания Dark Horse Comics.

## Синопсис
Действие происходит в 1974 году. Серия повествует об известной рок-группе Motherfather.

### Выпуски
| № | Дата выхода     | Оценка на Comic Book Roundup    | Предполагаемый объём продаж (первый месяц) |
| - | --------------- | ------------------------------- | ------------------------------------------ |
| 1 | 5 августа 2015  | 7,8 из 10 на основе 26 рецензий | 6 783, позиция в Северной Америке — 237    |
| 2 | 2 сентября 2015 | 7,1 из 10 на основе 9 рецензий  | н/д                                        |
| 3 | 7 октября 2015  | 6,6 из 10 на основе 4 рецензий  | н/д                                        |
| 4 | 4 ноября 2015   | 7,5 из 10 на основе 2 рецензий  | н/д                                        |
| 5 | 2 декабря 2015  | 7,1 из 10 на основе 3 рецензий  | н/д                                        |
| 6 | 6 января 2016   | 7,8 из 10 на основе 3 рецензий  | н/д                                        |

### Сборники
| Название         | Тип            | Дата выхода | Собранный материал    | Кол-во страниц | ISBN                       | Предполагаемый объём продаж (первый месяц) |
| ---------------- | -------------- | ----------- | --------------------- | -------------- | -------------------------- | ------------------------------------------ |
| This Damned Band | Мягкая обложка | 4 мая 2016  | This Damned Band #1-6 | 160            | 978-1616557799, 1616557796 | 601, позиция в Северной Америке — 195      |

## Отзывы
На сайте Comic Book Roundup серия имеет оценку 7,3 из 10 на основе 47 рецензий. Джим Джонсон из Comic Book Resources писал, что у комикса было «сильное, захватывающее вступление». Ричард Грей из Newsarama дал дебюту 7 баллов из 10 и похвалил художника. Тони Герреро из Comic Vine вручил первому выпуску 4 звезды из 5 и отметил, что «This Damned Band не похож на другие комиксы, которые сейчас продаются».